# Parafia Matki Bożej Pocieszenia i św. Stanisława Biskupa w Szamotułach
Parafia Matki Bożej Pocieszenia i św. Stanisława Biskupa w Szamotułach – rzymskokatolicka parafia w Szamotułach, należąca do dekanatu szamotulskiego. Powstała w XII wieku. Obecny gotycki kościół (kolegiata), pochodzący z 1. połowy XV wieku, znajduje się przy ulicy Kapłańskiej.